# Дробильно-сортувальна установка

Дробильна установка.JPG

Дробильно-сортувальна установка (рос. дробильно-сортировочная установка, англ. crusher-grader, нім. Brech- und Siebanlage f) — призначена для первинної переробки і підготовки видобутої гірничої маси. Включає дробарки великого і середнього дроблення, грохоти, конвеєри і інш. обладнання. Д.-с.у. дозволяють здійснювати потокову технологію і комплексну механізацію відкритих і підземних гірн. робіт. Розрізняють пересувні і стаціонарні Д.-с.у.
- П е р е с у в н і застосовують на кар'єрах малої потужності з невеликими запасами корисних копалин і річною продуктивністю до 100 тис. м³. За продуктивністю пересувні Д.-с.у. розділяють на: малої (до 10 т/год), середньої (до 50 т/год), великої (понад 50 т/год) продуктивності (найбільші у світі самохідні Д.-с.у. 2700 т/год). На монтаж пересувних Д.-с.у. необхідно від дек. годин до 7 діб.
- С т а ц і о н а р н і Д.-с.у. споруджують на великих кар'єрах і шахтах, що забезпечують роботу установок протягом 20-25 і більше років при річній продуктивності понад 100 тис. м³. При цьому Д.-с.у. розташовують як на поверхні, так і під землею. Обладнання Д.-з. у. встановлюють у спец. приміщеннях або підземних камерах і монтують на бе-тонних фундаментах. При відкритій розробці крутопадаючих родовищ на невеликих глибинах (до 120—150 м) стаціонарні Д.-с.у. розташовують на борту кар'єру, а при розробці пластових родов. з горизонтальним або пологим заляганням на значних глибинах Д.-с.у. споруджують на дні або на проміжному горизонті кар'єру. Найбільше поширення отримали централізовані Д.-с.у., які споруджуються звичайно на ниж. горизонті і переробляють матеріал, що перепускається з верхніх горизонтів. Крім того, для вибіркового дроблення застосовують грохоти-дробарки. Розробка нових Д.-с.у. йде в напрямку збільшення їх продуктивності і надійності роботи обладнання. Прикладом вітчизняної Д.-с.у. може бути дробильно-перевантажувальний агрегат СДПА-2000 виробництва НКМЗ.